# قضية ترهيب الناخبين في حزب الفهد الأسود الجديد
كانت قضية ترهيب الناخبين في حزب الفهد الأسود الجديد جدلًا سياسيًا في الولايات المتحدة فيما يتعلق بحادث وقع خلال انتخابات عام 2008.قبل أسبوعين من مغادرة جورج دبليو بوش لمنصبه، رفعت وزارة العدل دعوى قضائية على حزب الفهد الأسود الجديد واثنين من أعضائه، الوزير الملك سمير شباز وجيري جاكسون، بدعوى ترهيب الناخبين لسلوكهم خارج مركز اقتراع في فيلادلفيا.بنسلفانيا.
وفي وقت لاحق، ضيقت وزارة العدل التابعة لأوباما التهم الموجهة إلى الوزير الملك شباز ورفضت التهم الموجهة إلى جاكسون وحزب الفهد الأسود الجديد وزعيمه.أدت عمليات الفصل إلى اتهامات بأن وزارة العدل في إدارة أوباما كانت متحيزة ضد الضحايا البيض وغير مستعدة لمحاكمة الأقليات على انتهاكات الحقوق المدنية.كريستيان آدامز، الذي استقال في مايو 2010 من منصبه في وزارة العدل احتجاجًا على سوء إدارة أوباما المزعوم للقضية
ووجهت اتهامات مضادة، بما في ذلك الادعاءات القائلة بأن الحادث الفعلي كان طفيفًا نسبيًا ولكن تم تفجيره بشكل مبالغ فيه من قبل الأفراد والجماعات ذات الدوافع السياسية في المقام الأول.في ذلك الوقت- نفى المدعي العام إريك هولدر المزاعم بأن وزارته نظرت في عرق الضحايا المزعومين أو الجناة عند تحديد القضايا التي يجب متابعتها.تم التحقيق في القضية والتعامل معها من قبل الإدارة من قبل لجنة الولايات المتحدة للحقوق المدنية التي أصدرت تقريرها بشأن هذه المسألة في ديسمبر2010. أصدر مكتب المسؤولية المهنية بوزارة العدل تقريره في مارس2011. أصدر مكتب المفتش العام لوزارة العدل تقريره في مارس 2013.

## الحادث والاستجابة الأولية

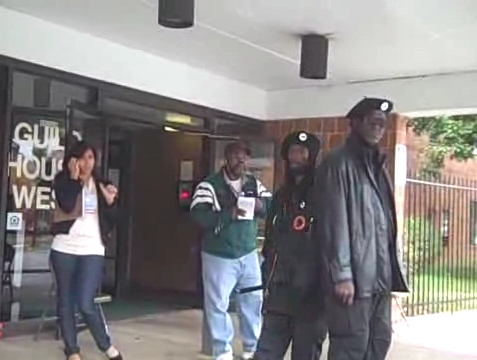
الوزير الملك سمير شباز وجيري جاكسون،عضوان في حزب الفهد الأسود الجديد،يقفان خارج مركز اقتراع في فيلادلفيا في يوم الانتخابات في نوفمبر 2008.

السلوك الذي اتهم به أعضاء حزب الفهد الأسود الجديد بتخويف الناخبين حدث في يوم الانتخابات في نوفمبر2008، في مركز اقتراع في منطقة تصويت ديمقراطية يغلب عليها الأمريكيون الأفارقة في فيلادلفيا.
وقف عضوان من حزب الفهد الأسود الجديد، الوزير الملك سمير شباز وجيري جاكسون، أمام مدخل مركز الاقتراع بزي رسمي وصف بأنه عسكري أو شبه عسكري. حمل الوزير الملك سمير شباز هراوة بيلي، ويقال إنه وجهها إلى الناخبين بينما صاح الرجلان بعبارات مثل الشيطان الأبيض" و "أنت على وشك أن يحكمك الرجل الأسود، جهاز تكسير".
لفت الحادث انتباه الشرطة، التي طردت الملك سمير في حوالي الساعة 10:00 صباحًا جزئيًا بسبب هراوته.سُمح لجاكسون بالبقاء، جزئيًا لأنه كان مراقبًا معتمدًا لاستطلاع الرأي. عند وصول ستيفن روبرت مورس، الصحفي والمخرج السينمائي، أخرج كاميرا فيديو فليب وركز على سمير شاباز. اكتسب الحادث اهتمامًا وطنيًا بعد تحميله على يوتيوب وانتشاره سريعًا.لم يتم تقديم أي شكاوى من قبل الناخبين حول الحادث، على الرغم من أن مراقبي الاقتراع شاهدوا بعض الناخبين يقتربون من صناديق الاقتراع ثم يبتعدون، على ما يبدو ردًا على أعضاء حزب الفهد الأسود الجديد.

## الإجراءات القانونية
علمت وزارة العدل بحادثة يوم الانتخابات وبدأت التحقيق.في كانون الثاني (يناير) 2009، قبل أقل من أسبوعين من مغادرة إدارة بوش لمنصبه، رفعت شعبة الحقوق المدنية في وزارة العدل دعوى مدنية بموجب قانون حقوق التصويت ضد أربعة متهمين. 
في أبريل 2009، قدم بارتل بول، محامي الحقوق المدنية السابق الذي كان يعمل مراقبًا للاقتراع في مركز الاقتراع حيث وقع الحادث، إفادة خطية في طلب وزارة العدل تدعم الدعوى، مشيرًا إلى أنه اعتبرها الأكثر حالة شديدة من ترهيب الناخب الذي واجهه في أي وقت مضى.
عندما لم يمثل أي من المتهمين المتهمين أمام المحكمة للرد على التهم، افترض المحامون المهنيون الذين يتابعون الدعوى أنهم سيفوزون بها بشكل افتراضي.ومع ذلك، فقد تم نقض هذه الخطوة لمتابعة الحكم الافتراضي من قبل اثنين من رؤسائهم، لوريتا كينغ، التي كانت تعمل مساعد المدعي العام، وستيف روزنباوم، القائم بأعمال نائب مساعد المدعي العام. أسقطت الحكومة الفيدرالية التهم ضد جميع المتهمين باستثناء شباز في مايو 2009. وذكر متحدث باسم وزارة العدل أن المزاعم «تم رفضها ضد المتهمين الآخرين بناءً على تقييم دقيق للوقائع والقانون». كانت الأسئلة حول صحة هذا التفسير بمثابة الأساس للجدل اللاحق حول القضية، والذي تم التحقيق فيه من قبل لجنة الولايات المتحدة للحقوق المدنية، أعضاء الكونغرس الجمهوريين، ووزارة العدل. حصلت الحكومة الفيدرالية في النهاية على أمر قضائي بمنع شباز من عرض سلاح على بعد 100 قدم من موقع اقتراع فيلادلفيا.

### سوابق قانونية
منذ سن قانون حقوق التصويت في عام 1965، لم تتابع وزارة العدل سوى عدد قليل من القضايا بموجب القانون.إحدى هذه القضايا التي رفعتها الوزارة أثناء إدارة بوش، والمعروفة باسم الولايات المتحدة ضد.براون، كانت واحدة من أولى قضايا حقوق التصويت التي تضمنت مدعيًا أبيض ومتهمًا أسود.وأثارت القضية انقسامات عميقة داخل وزارة العدل.شعر بعض الموظفين أن قانون حقوق التصويت قد تم تمريره لأنه تاريخيًا، كانت الأقليات هي من تم حرمانهم من حق التصويت، وبالتالي يجب على الدائرة التركيز على القضايا المرفوعة من قبل الأقليات، بينما شعر آخرون أن الهدف من ذلك هو حماية جميع الناخبين بطريقة محايدة من حيث العرق.وصف الموظفون الذين عملوا في قضية براون تعرضهم للمضايقة من قبل زملائهم بسبب الاعتقاد السائد بأنه لا ينبغي استخدام قوانين الحقوق المدنية لحماية الناخبين البيض.صرح أحد مسؤولي وزارة العدل بأن «قانون حقوق التصويت تم تمريره لأن أشخاصًا مثل بول كونور كانوا يضربون أشخاصًا مثل جون لويس، وليس العكس.» 

### الجدل حول المشاركة السياسية
في أكتوبر / تشرين الأول 2010، نُشر مشروع تقرير من مفوضية الحقوق المدنية على الموقع السياسي مذكرة نقاط الحديث، يذكر أن المسؤولين السياسيين قد شاركوا على نطاق واسع في قرار رفض القضية وأن وزارة العدل حاولت إخفاء تورطهم. أكد رئيس لجنة الحقوق المدنية جيرالد أ.رينولدز أن المسودة كانت أصلية، لكنه ادعى أنها ليست أحدث نسخة من المسودة، ورفض إصدار النسخة الأحدث على الفور أو وصف المراجعات التي تم إجراؤها عليها. ونفت وزارة العدل المزاعم الواردة في التقرير.

## ردود الفعل على الفصل
أسفرت الأسئلة حول صحة التفسير الذي قدمته وزارة العدل عن إجراءاتها في القضية عن جدل لاحق.تم التحقيق في القضية من قبل لجنة الولايات المتحدة للحقوق المدنية، أعضاء جمهوريون في الكونغرس
ردًا على هذا الجدل، علق حزب الفهد الأسود الجديد فرع فيلادلفيا وتبرأ الوزير الملك شباز في منشور على موقعه على الإنترنت. وذكر الحزب أن شباز ارتكب «خطأ صادقًا» بإحضاره نادي بيلي إلى مركز الاقتراع وأنه بسبب قيامه بذلك تم تعليق عضويته في حزب الفهد الأسود الجديد حتى يناير2010.

### ردود الفعل في الكونجرس
انتقد بعض أعضاء الكونجرس الجمهوريين قرار تضييق نطاق القضية، بمن فيهم النائبان فرانك وولف من فرجينيا ولامار سميث من تكساس.ونقلت صحيفة واشنطن تايمز عن وولف قوله: «إذا كان إظهار سلاح، والإدلاء ببيانات تهديدية وارتداء زي شبه عسكري أمام أبواب مراكز الاقتراع لا يشكل تخويفًا للناخبين، في أي عتبة نشاط تكون هذه القوانين قابلة للتنفيذ؟» أعرب سميث عن شكوكه في التبرير المعلن لإدارة أوباما لتضييق نطاقه، قائلاً: «ما زالت الإدارة فشلت في تفسير سبب عدم متابعتها لحالة واضحة من ترهيب الناخبين.إن رفض معالجة هذه المخاوف يؤكد فقط تسييس القضية ولا ينعكس بشكل جيد على وزارة العدل».
في يوليو 2009، طلب سميث عقد اجتماع مع رئيس قسم حقوق التصويت بوزارة العدل من أجل مناقشة ما إذا كان المعينون السياسيون قد شاركوا في قرار تضييق القضية، مشيرًا إلى أن التقارير الإخبارية تتعارض مع ادعاء وزارة العدل السابق بأن المعينين سياسيًا لم تشارك، وأن استفسارات الكونجرس السابقة حول هذا الأمر لم تنجح. كما طلب سميث وولف إعادة توجيه تهم التخويف التي تم إسقاطها من قبل إلى الناخبين. في يناير 2010، بعد عدة محاولات فاشلة للحصول على المعلومات المطلوبة من الوزارة، سعى وولف للحصول على حل للتحقيق من شأنه أن يجبر وزارة العدل على تزويد الكونجرس بتفاصيل سبب تضييقها للقضية.في تصويت على أسس حزبية، هُزم القرار 15-14.
في يوليو / تموز 2010، أرسل سبعة أعضاء جمهوريين من اللجنة القضائية بمجلس الشيوخ رسالة إلى رئيس اللجنة السناتور باتريك ليهي، دعا فيها إلى عقد جلسة استماع بشأن «تسييس واسع النطاق وفساد محتمل» في وزارة العدل فيما يتعلق بقرارها تضييق نطاق القضية.اقتبست الرسالة شهادة ج.كريستيان آدامز (انظر أدناه) أنه داخل قسم الحقوق المدنية في القسم كان هناك «عداء مفتوح تجاه الإنفاذ المتساوي بطريقة عمياء الألوان»، وطلب جلسة استماع لتحديد ما إذا كان اتهام آدامز دقيقًا.

### قسم التحقيقات الداخلية
في 28 أغسطس 2009، رداً على الشكاوى التي رفعها النائب سميث، فتح مكتب المسؤولية المهنية الداخلي بوزارة العدل تحقيقًا في تعامل الوزارة مع القضية. وأشاد سميث بالقرار، قائلاً: «يسعدني أن شخصًا ما في وزارة العدل يأخذ أخيرًا قضية حزب الفهد الأسود الجديد على محمل الجد».
في 13 سبتمبر 2010، أعلن المفتش العام بوزارة العدل جلين أ.فاين أنه سيفتح تحقيقًا ثانيًا، لا يركز على قضية نيو بلاك بانثر على وجه التحديد ولكن على السؤال الأكثر عمومية حول ما إذا كانت وزارة العدل تطبق قوانين حقوق التصويت «في بطريقة غير تمييزية»، وكذلك ما إذا كان موظفو قسم التصويت قد تعرضوا للمضايقة بسبب التحقيق أو المقاضاة في مسائل معينة. أعرب سميث وولف أيضًا عن موافقتهما على هذا القرار.

### مفوضية الحقوق المدنية
لجنة الحقوق المدنية الأمريكية تتكون من ثمانية أعضاء.ووفقًا لصحيفة نيويورك تايمز، فإن اللجنة تخضع لكتلة محافظة مكونة من ستة أعضاء تم تعيينها خلال إدارة بوش. في 16 يونيو / حزيران 2009، أرسلت اللجنة رسالة إلى قسم الحقوق المدنية بوزارة العدل تشكك في قرارهم بإسقاط القضية، قائلة: «على الرغم من فوزها بالقضية، إلا أن قسم الحقوق المدنية اتخذ الخطوة غير العادية المتمثلة في الفصل الطوعي التهم.من شأن المنطق العام للانقسام أن يرسل رسالة خاطئة تمامًا - وهي أن محاولات قمع الناخبين سيتم التسامح معها ولن تتم ملاحقتها بشدة طالما أن الجماعات أو الأفراد الذين ينخرطون فيها لا يستجيبون للتهم الموجهة إليهم». تلقت اللجنة رداً على رسالتها في 20 يونيو / حزيران من بورتيا روبرسون، مديرة مكتب الاتصال الحكومي والعام بوزارة العدل.ورد في ردها أن القضية أُسقطت لأن «الوقائع والقانون» لا يؤيدان متابعتها.ووفقًا للجنة، فإن رسالة السيدة روبرسون لم ترد على سؤال اللجنة عما إذا كانت هناك أي قضايا سابقة رفض فيها قسم الحقوق المدنية بالوزارة التهم الموجهة إلى متهم بتهمة ترهيب الناخبين، وما هي الأدلة والمعايير القانونية لرفضها.مثل هذه الاتهامات.
في 7 أغسطس / آب 2009، بعثت هيئة الحقوق المدنية برسالة ثانية إلى وزارة العدل، تفيد بأن الوزارة كانت «غير متجاوبة إلى حد كبير» مع تحقيقها السابق، متهمة إياها بالفشل في التعاون مع التحقيقات في سبب إسقاط بعضها.من التهم، ومرة أخرى تطلب المعلومات التفصيلية التي طلبتها اللجنة في رسالتها الأولى. في أوائل أيلول / سبتمبر 2009، بعد عدم تلقي ما تعتبره استجابة مرضية من الدائرة، صوتت اللجنة للتحقيق في «مزايا إجراءات تطبيق حزب الفهد الأسود الجديد (بغض النظر عن كيفية اتخاذ القرارات) والتأثير المحتمل على تخويف الناخبين في المستقبل الإنفاذ من قبل الدائرة».في رسالة ثالثة إلى الوزارة، طلبت لجنة الحقوق المدنية من المدعي العام إريك هولدر تسمية مسؤول في وزارة العدل لتقديم المعلومات اللازمة لتحقيقها.
في ديسمبر 2009،استدعت لجنة الحقوق المدنية جيه كريستيان آدمز وكريستوفر كواتس، المحامين الرئيسيين الذين شاركوا في مقاضاة حزب الفهد الأسود الجديد، للإدلاء بشهادتهم حول سبب رفض بعض الشكاوى. وجهت وزارة العدل (DOJ) آدامز وكواتس بعدم الامتثال لأمر الاستدعاء، مشيرة إلى أن سلطة الشروع في الملاحقة الجنائية لأي شخص تقع على عاتق وزارة العدل، وليس لجنة الحقوق المدنية.
في وقت لاحق من ذلك الشهر، قام مساعد المدعي العام توماس إي بيريز بإزالة كوتس من منصبه ونقله إلى مكتب المدعي العام الأمريكي في ساوث كارولينا. بعد ذلك، منع بيريز كوتس من الإدلاء بشهادته أمام لجنة الحقوق المدنية، قائلاً إن هذا يرجع إلى أن منصبه في ساوث كارولينا تسبب في عدم كونه «الشاهد المناسب للإدلاء بشهادته فيما يتعلق بسياسات قسم [الحقوق المدنية] الحالية».دفع إقالته صحيفة واشنطن تايمز إلى اتهام بيريز بنقل كوتس على وجه التحديد من أجل إزالته من اختصاص أمر الاستدعاء الخاص باللجنة. في أكتوبر 2010، انسحب مايكل ياكي، أحد المفوضين الديمقراطيين، من اجتماع احتجاجًا.وبذلك، حرم ياكي اللجنة من النصاب القانوني وأخر التصويت على مسودة التقرير، الذي ادعى ياكي أنه منحاز بشكل غير عادل ضد إدارة أوباما.ووصف ياكي اللجنة بأنها «محكمة كنغر».
في ديسمبر / كانون الأول2010، أصدرت مفوضية الحقوق المدنية تقريراً خلص إلى أن تحقيقاتها كشفت عن "العديد من الأمثلة المحددة للعداء والمعارضة العلنية" داخل وزارة العدل لمتابعة القضايا التي كان البيض ضحايا فيها.واتهم التقرير وزارة العدل بالتقاعس عن التعاون مع التحقيقات في سبب إسقاط الدعوى، مشيراً إلى أنه "بينما أصدرت الدائرة بيانات عامة بأنها تطبق القوانين بغض النظر عن العرق، فإن هذه التأكيدات لا تؤكد أو تنفي أو تفسر ذلك".مزاعم محددة بسوء السلوك [...] لسوء الحظ، رفضت الدائرة حتى الآن معالجة العديد من هذه الادعاءات المحددة أو تقديم نوع المعلومات التي من شأنها أن تسمح للجنة بمراجعة عملية صنع القرار المتعلقة بدعوى حزب الفهد الأسود الجديد بشكل صحيح ".

### كريستيان ادامز
في 14 مايو 2010، استقال آدامز من منصبه كمحامي محاكمة لقسم التصويت في وزارة العدل.في خطاب استقالته ومقال لاحق كتبه لصحيفة واشنطن تايمز، ذكر آدامز أن سبب استقالته هو رفضه للتعامل مع قضية الفهد الأسود، وبشكل أكثر تحديدًا مطالبته بعدم الامتثال لأمر الاستدعاء من مفوضية الحقوق المدنية.

في شهادته أمام لجنة الحقوق المدنية، قال آدامز: "لقد أخبرتني إدارة قسم التصويت أن القضايا لن تُرفع ضد المتهمين السود [نيابةً] عن الضحايا البيض". اتهم آدامز المحامين الذين أمروا بتضييق نطاق القضية بأنهم لم يقرأوا الوثائق التي تصف الوقائع والقانون المعمول به قبل اتخاذ هذا القرار وادعى أن رؤسائه أوعزوا إليه والآخرين في قسم التصويت بعدم رفع أي قضايا ضد منتهكي الأقليات..قال آدامز، ردًا على الادعاء بأن تصرفات الفهود السود الجدد في فيلادلفيا كانت "حادثة منعزلة":
على العكس من ذلك، أعلن الفهود السود في أكتوبر 2008 عن انتشار وطني للانتخابات.كانت لدينا مؤشرات على انتشار بلطجية مراكز الاقتراع في أماكن أخرى، ليس فقط في تشرين الثاني (نوفمبر) 2008 ولكن خلال الانتخابات التمهيدية للديمقراطيين، حيث استهدفوا أنصار هيلاري رودهام كلينتون البيض." 
رداً على شهادة آدامز، ذكر مساعد المدعي العام توماس إي بيريز أنه لا توجد أدلة كافية لدعم القضية؛  صرحت المتحدثة باسم وزارة العدل تريسي شمالير بأن "الوزارة تتخذ قرارات الإنفاذ بناءً على المزايا وليس العرق أو الجنس أو العرق لأي طرف معني".
شكك منتقدو شهادة آدامز في حياد آدامز عندما تم تعيينه خلال إدارة بوش.وقد عمل بعد عمله في وزارة العدل كناشط محافظ، وجادل بقوة من أجل تشريع هوية الناخبين، ودون دليل زعم أن هناك «غزو أجنبي» في كشك الاقتراع. أشار آدامز إلى أن العديد من المراجعين المستقلين لأدائه في وزارة العدل خلصوا إلى أنه كان «محاميًا نموذجيًا» فرض قوانين التصويت بطريقة محايدة من حيث العرق وأن المراجعين الذين توصلوا إلى هذا الاستنتاج شملوا لوريتا كينج، التي أشرفت على إقالة قضية النمر الأسود.

### أبيجيل تيرنستروم
كانت أبيجيل تيرنستروم، النائبة السابقة لرئيس اللجنة الأمريكية للحقوق المدنية، من أشد المنتقدين للتحقيقات في قضية النمر الأسود.في مقابلة مع شبكة سي بي إس نيوز، قالت ثيرنستروم إنها تعتقد أن «الدليل ضعيف للغاية» على أن وزارة العدل قد مارست التمييز ضد الناخبين البيض. أوضحت ثيرنستروم رأيها في القضية في مقال نشرته مجلة "ناشونال ريفيو"، أشارت فيه إلى قضية حزب الفهد الأسود الجديد على أنها «بطاطس صغيرة جدًا». وقالت: «هناك الكثير من الأسباب التي يمكن على أساسها انتقاد المدعي العام بشدة - معالجته لقضايا الإرهاب، فقط للمبتدئين - لكن هذا الهجوم المفرط بالذات يهدد بتقويض مصداقية منتقديه المحافظين».
تعرض موقف تيرنستروم لانتقادات حادة من قبل المحافظين الآخرين، مثل المدعي الفيدرالي أندرو سي مكارثي، الذي كتب ردًا على ثيرنستروم في عدد لاحق من المراجعة الوطنية.ويشير إلى أن تيرنستروم كانت قبل ذلك بعام من بين الذين انتقدوا قرار إدارة أوباما رفض القضية، وأنها لم توضح سبب عكس رأيها.أشار مكارثي إلى تعليق بارتل بول، الذي شهد الحادث، بأنه كان أكثر أشكال ترويع الناخبين التي واجهها في حياته صراحةً، فضلاً عن حقيقة أنه كان من غير المعتاد للغاية رفض القضية بعد وقد تم بالفعل كسب الحكم الغيابي ضد المتهمين. رداً على مكارثي، أوضحت تيرنستروم رأيها بالقول: «لا يزال لدي أسئلة حول سلوك وزارة العدل، وما زلت مهتمًا بمعرفة المزيد عن سبب رفض الدائرة متابعة القضية».ومع ذلك، أضافت أنها عندما علمت بالمزيد عن القضية، أصبحت تشك في أنها كانت مثالًا خطيرًا على ترهيب الناخبين كما بدا للوهلة الأولى، ورأت أن «الحادثة لم تكن ذات أهمية كافية لتكون القضية الأولى.التركيز على مشروعنا طوال العام».

### كريستوفر كوتس
في شهادته أمام لجنة الحقوق المدنية، ذكر آدامز أن اتهاماته يمكن أن يؤيدها كريستوفر كوتس، الرئيس السابق لقسم التصويت في قسم الحقوق المدنية بوزارة العدل والذي قاد التحقيق الأصلي حول النمر الأسود الجديد.حزب، حفلة. رفضت الوزارة السماح لكواتس بالإدلاء بشهادته. في سبتمبر 2010، مُنح كوتس حماية المبلغين عن المخالفات وشهد أمام لجنة الحقوق المدنية في تحد لتعليمات مشرفيه.
تضمنت شهادة كوتس اتهامات شبيهة بتلك التي أدلى بها آدامز، قائلة: «كان لدي أشخاص أخبروني بصراحة أنهم لم يأتوا إلى قسم حقوق التصويت لمقاضاة الأمريكيين من أصل أفريقي.»  قارن قضية نيو بلاك بانثر بقضية سابقة من عام2006، حيث أعرب محامو وزارة العدل عن غضبهم من الاضطرار إلى التحقيق مع آيك براون، وهو سياسي ديمقراطي أسود في مقاطعة نوكسوبي بولاية ميسيسيبي متهمًا بالتمييز ضد الناخبين البيض.وشهد كوتس بأن قرار إدارة وزارة العدل بإسقاط قضية الفهد الأسود «كان يهدف إلى إرسال رسالة مباشرة إلى الناس داخل وخارج قسم الحقوق المدنية.هذه الرسالة هي أن رفع قضايا التصويت مثل قضيتي آيك براون وحزب الفهد الأسود الجديد لن يستمر في إدارة أوباما» شهد كوتس أن أحد رؤسائه المعينين من قبل إدارة أوباما منعه من سؤال المتقدمين للوظائف عما إذا كانوا سيفرضون قوانين التصويت بطريقة محايدة من حيث العرق. ونفى المدعي العام هولدر هذه الادعاءات، قائلاً «إن الفكرة القائلة بأننا نطبق أي قوانين للحقوق المدنية أو التصويت أو غير ذلك، على أساس العرق أو العرق أو الجنس، هي ببساطة فكرة خاطئة».
أعرب بعض مسؤولي الحقوق المدنية في إدارة أوباما عن رأي مفاده أن قانون حقوق التصويت كان يهدف على وجه التحديد إلى تصحيح المظالم التاريخية ضد الأقليات. أشارت صحيفة فيلادلفيا إنكويرر وواشنطن بوست إلى أنه على الرغم من أن وزارة العدل رفضت شهادة آدامز باعتبارها شهادة أحد الحزبيين المعينين خلال إدارة بوش، إلا أن كوتس من أصول مختلفة ولا يمكن تجاهلها بسهولة.عمل كوتس في اتحاد الحريات المدنية الأمريكية لما يقرب من 20 عامًا، وحصل على جائزة ثورغود مارشال من جورجيا الجمعية الوطنية للنهوض بالملونين في عام 1991، وتم تعيينه من قبل وزارة العدل خلال إدارة كلينتون في عام 1996.

## تغطية إعلامية
حظيت قضية النمر الأسود بتغطية أكبر من وسائل الإعلام المحافظة أكثر من غيرها. أشارت صحيفة نيوزويك إلى أن السبب في ذلك هو أن القضية لم تكن ذات أهمية إخبارية وأن وسائل الإعلام المحافظة تحاول تقديم «مسرحية سياسية فعالة تضر بإدارة أوباما».
وصف مارك بوتوك من مركز قانون الفقر الجنوبي، الذي يدرج حزب الفهد الأسود الجديد كمجموعة كراهية، تعامل وسائل الإعلام المحافظة مع القضية بأنها ترقى إلى «عاصفة في فنجان». ووصفت النائبة الجمهورية ليندا شافيز الفيديو بأنه مدين لكنه ضئيل نسبيًا.ذكرت أنه نظرًا لأن القصة تحتوي على صور، فقد كانت من نوع القصة التي يمكنك تكرارها مرارًا وتكرارًا.
واتهمت صحيفة واشنطن تايمز، التي غطت القضية بالتفصيل، وسائل الإعلام بالفشل في تغطية القصة لأن المصادر الليبرالية تحجم عن انتقاد إدارة أوباما. وفقًا لمقال نشر في يوليو 2010 من قبل أمين المظالم بواشنطن بوست، تلقت صحيفة ذا بوست العديد من الشكاوى من القراء حول عدم تغطية القصة، ووافقت على أن القضية تستحق تغطية أكثر مما تلقته وسيتم تقديمها أكثر في المستقبل.وذكرت صحيفة واشنطن بوست أن التأخير في التغطية كان «نتيجة لمحدودية عدد الموظفين وحجم كبير من الأخبار الأخرى عن وزارة العدل.» 
اتهم رئيس حزب الفهد الأسود الجديد مالك زولو شباز قناة فوكس نيوز بالمساهمة في التوترات العرقية كجزء من «مؤامرة جمهوري يميني»، كما وجه أعضاء آخرون في حزب الفهد الأسود الجديد اتهامات مماثلة، مشيرين إلى المحطة على أنها «يهود الثعلب».